# Многоцелевой авианосец «Атлантико»
 NAM Atlântico (A140) (ранее PHM Atlântico (A140)) — десантный корабль, нынешний флагман ВМС Бразилии. Первоначально построенный в Великобритании в качестве десантного вертолётоносца, он был введен в эксплуатацию 30 сентября 1998 года как HMS Ocean, выведен из состава флота 27 марта 2018 года, а затем введен в эксплуатацию в Бразилии в июне следующего года.

## История
В 2017 году средства массовой информации начали сообщать, что Бразилия заинтересована в покупке Ocean в качестве замены авианосца São Paulo, который был выведен из эксплуатации в 2017 году из-за многочисленных механических неисправностей. Королевский флот объявил цену в 80,3 млн фунтов (106 млн долларов США). В ноябре 2017 года министерство обороны Бразилии начало официальные переговоры о приобретении корабля.
В декабре 2017 года ВМС Бразилии подтвердили покупку корабля за 84,6 млн фунтов (113 млн долларов США). После вывода из состава Королевского военно-морского флота в марте 2018 года корабль должен был пройти период технического обслуживания в Соединенном Королевстве и прибыть в Рио-де-Жанейро к 25 августа 2018 года с тем, чтобы к 2020 году войти в состав бразильского флота. По состоянию на 17 февраля 2018 года официальные представители министерства обороны Бразилии а также Великобритании подтвердили покупку.
29 июня в Великобритании ВМС Бразилии приняли корабль в эксплуатацию. Корабль оборудован поисковой РЛС Artisan 3D, РЛС обхора поверхности KH1007, четырьмя 30-мм пушками DS30M Mk 2 и четырьмя десантными катерами Mk 5B. Однако три 20-мм АУ Mk 15 Block 1B Phalanx, системы торпедной защиты и 7,62 мм пулеметы M134 были сняты с корабля перед его передачей в Бразилию. Корабль имеет водоизмещение 21 578 тонн, длину 203,4 м и дальностью плавания 8 000 морских миль. В феврале корабль проходил техническое обслуживание в компаниях Babcock и BAE Systems.
25 августа корабль должен был прибыть в порт приписки, Арсенал-де-Маринья-ду-Рио-де-Жанейро (AMRJ), где будет проходить подготовку в рамках программы для флагманских офицеров Королевского флота (FOST).
12 ноября 2020 года Atlântico был реклассифицирован из многоцелевого вертолетоносца (порт. Porta-Helicópteros Multipropósito, PHM) в многоцелевой авианосец (порт. Navio Aeródromo Multipropósito, NAM), чтобы отразить его способность работать с беспилотными летательными аппаратами средней высоты и большой продолжительности полета с неподвижным крылом, а также с пилотируемыми конвертопланами вертикального взлета и посадки.

## Галерея

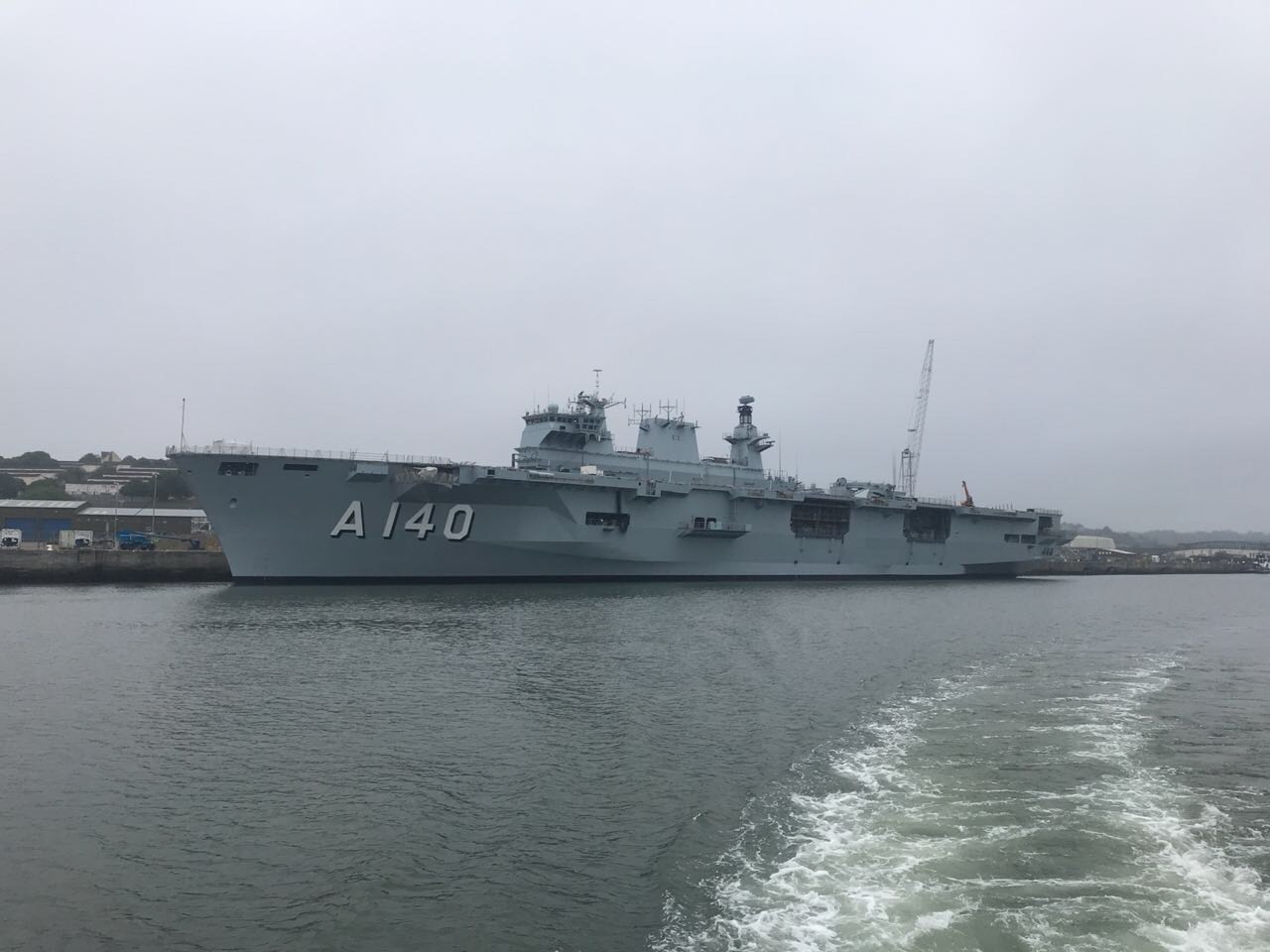
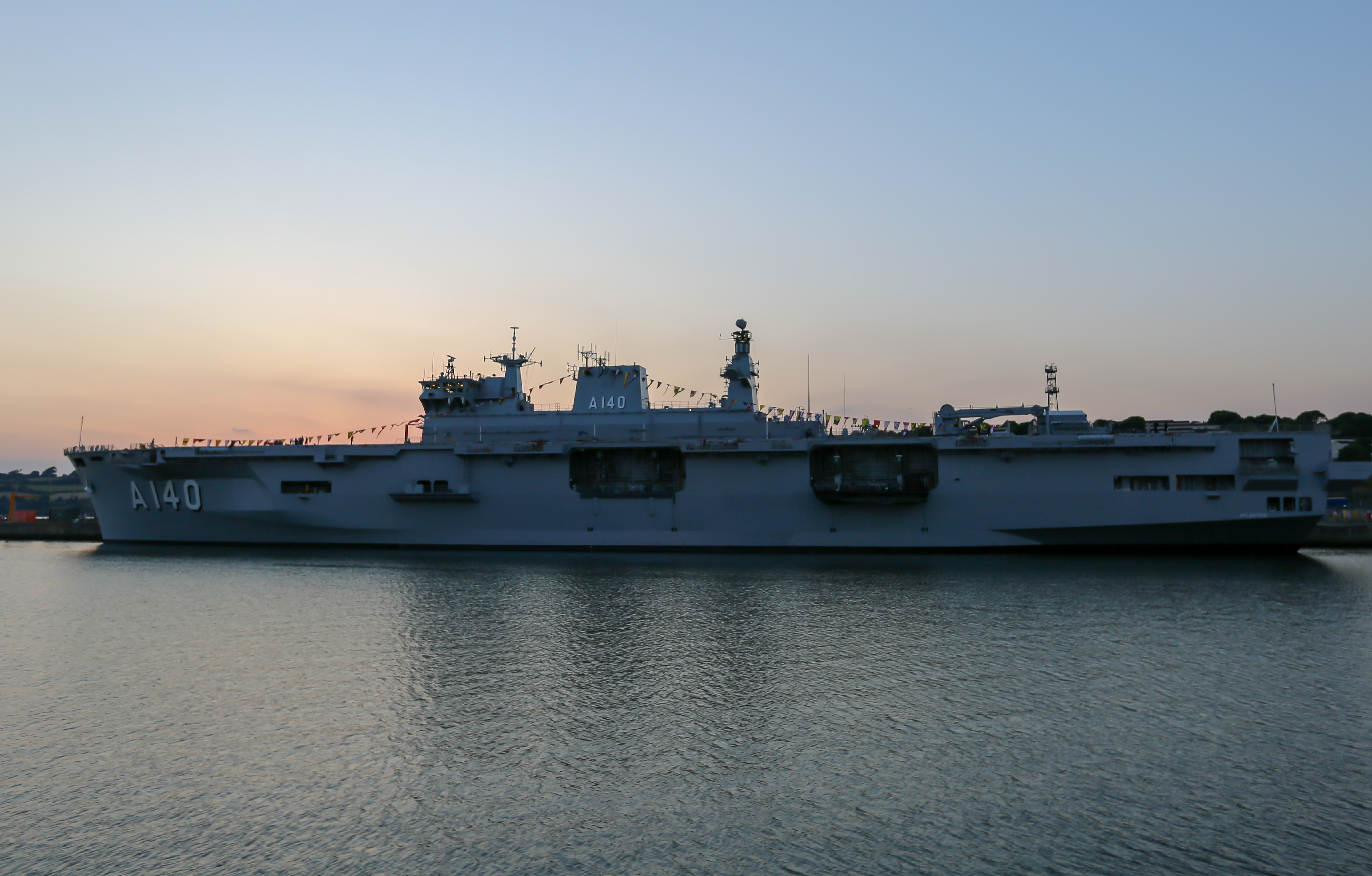
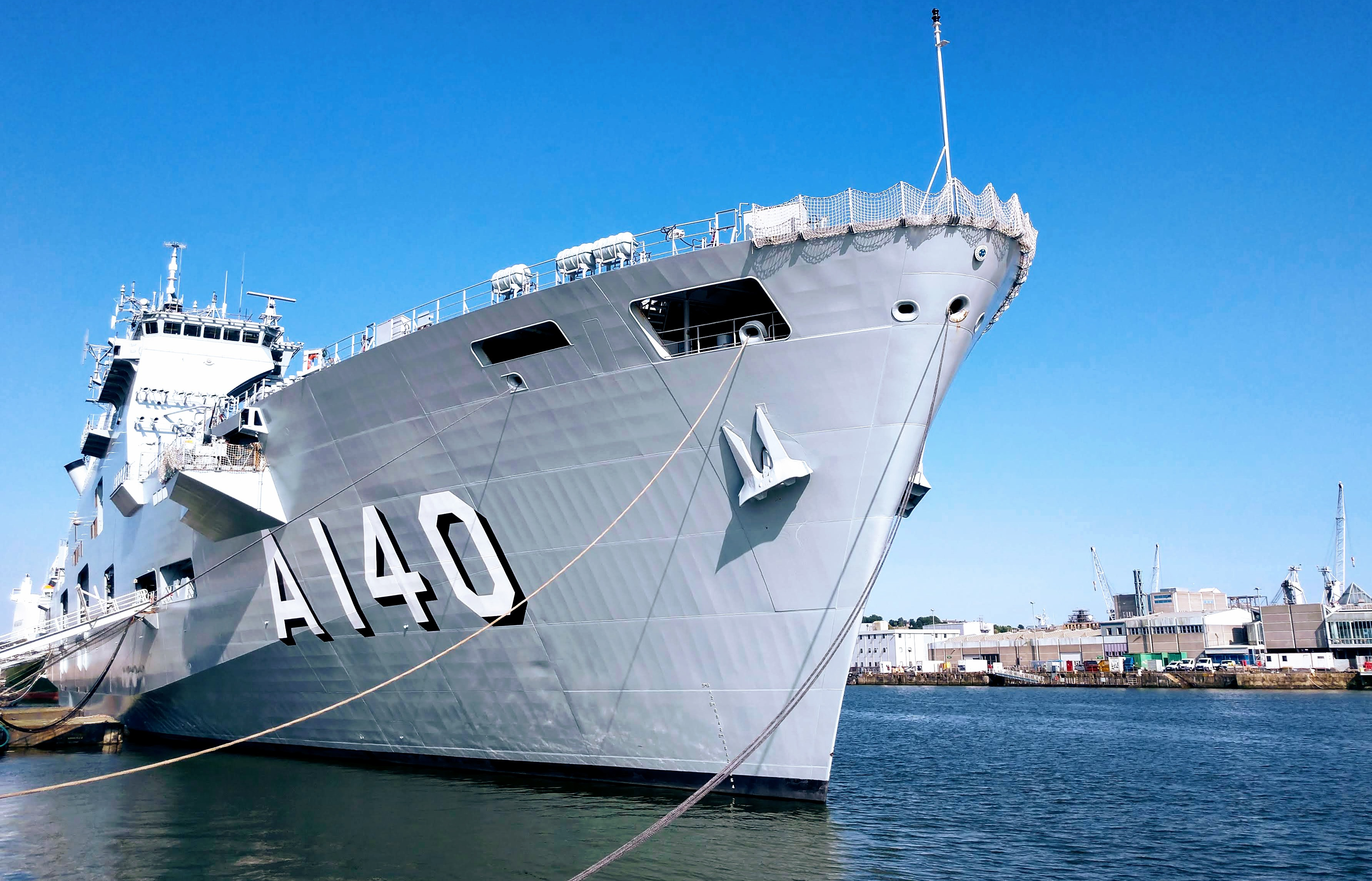
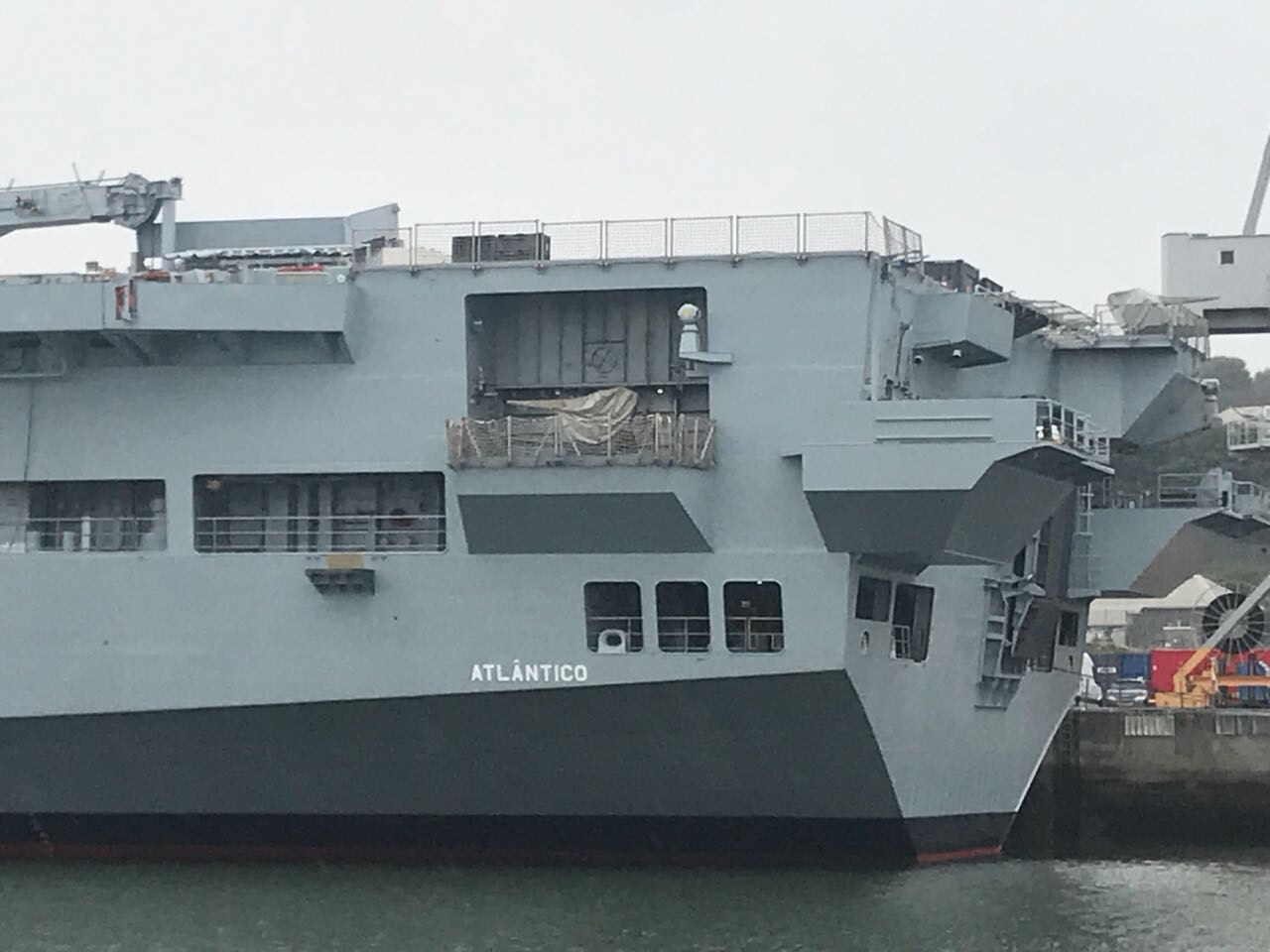
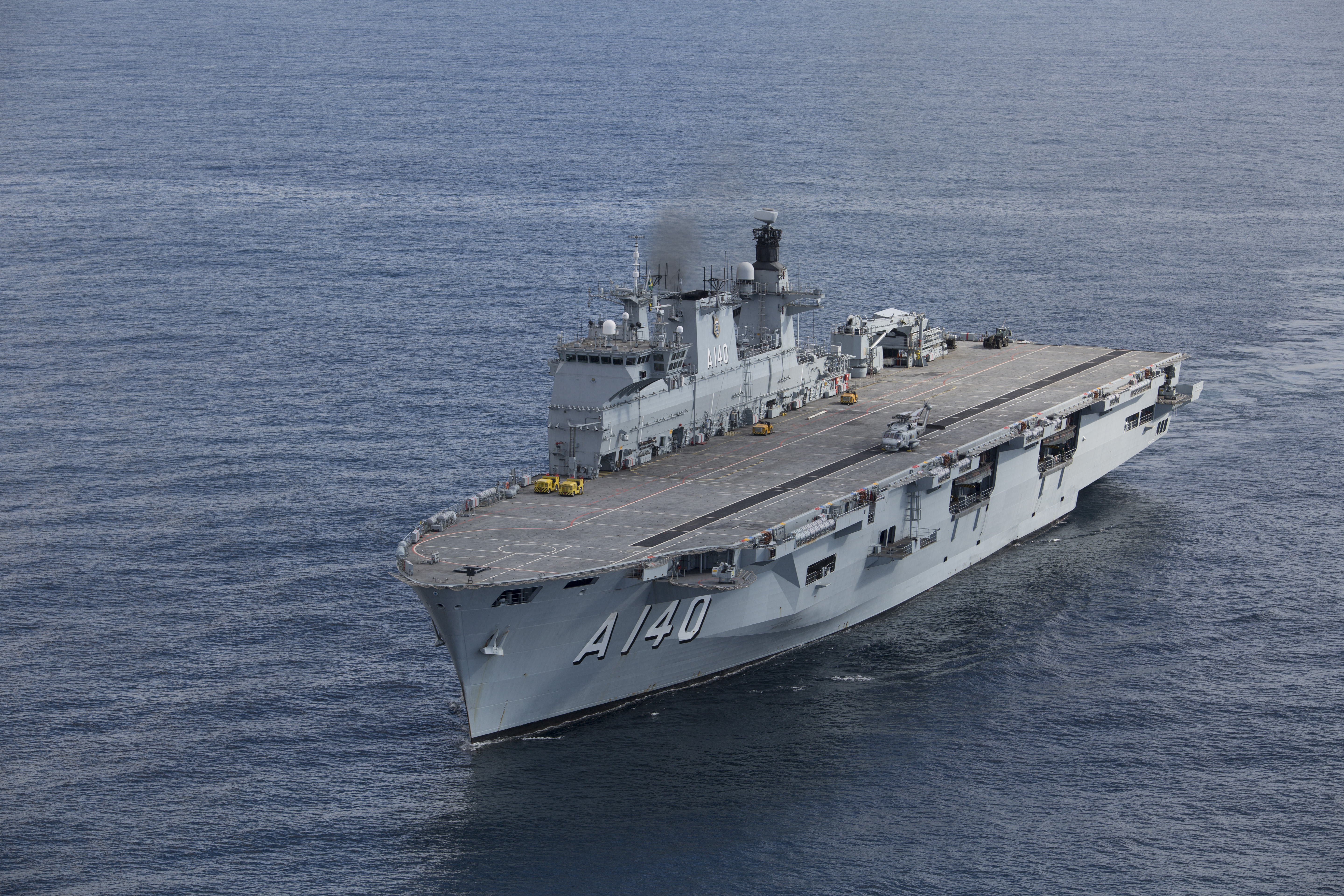
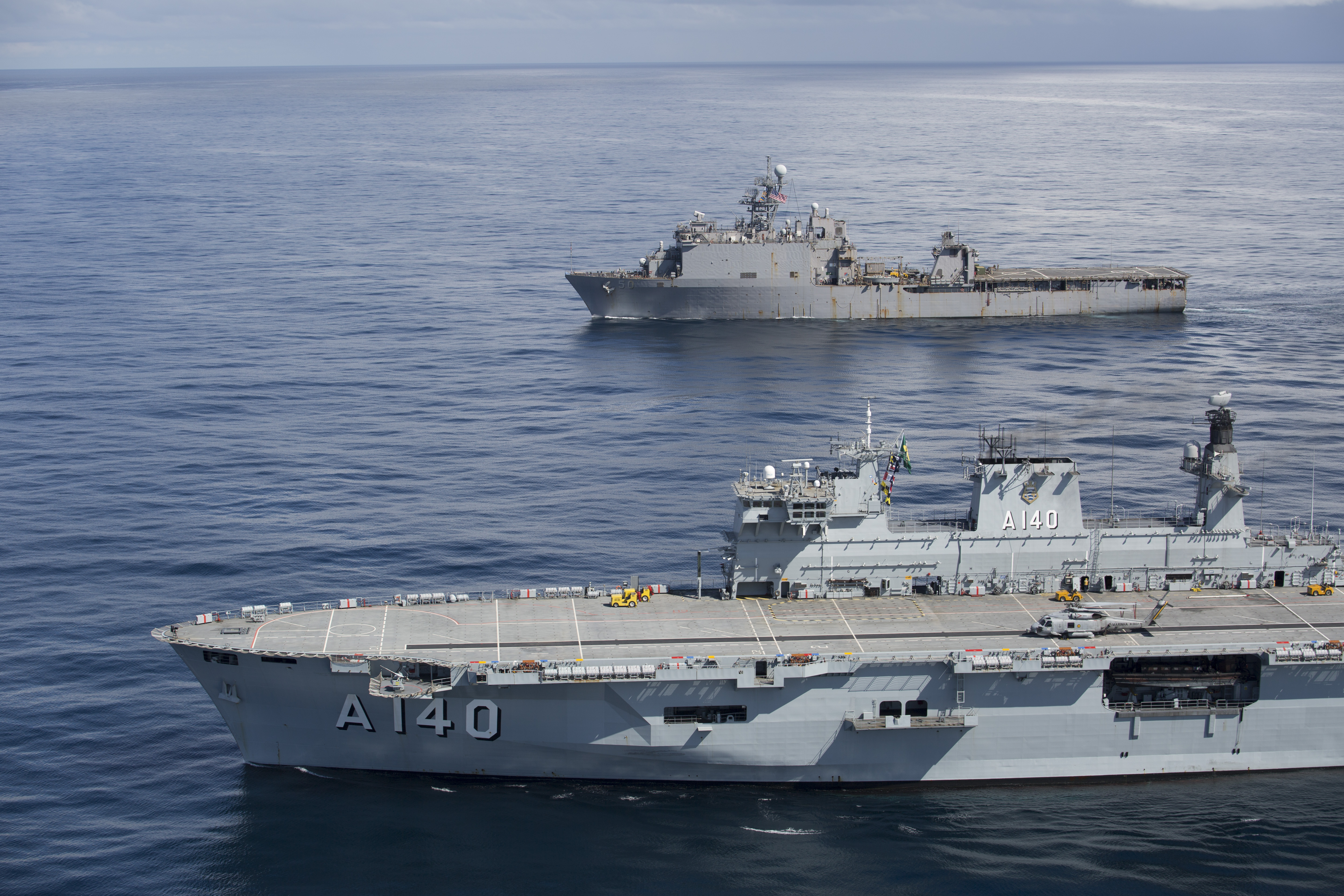